# 별들의 화원
"별들의 화원"은 한국에서 제작된 이경식 감독의 1960년 영화이다. 방수일 등이 주연으로 출연하였고 이경식 등이 제작에 참여하였다.

## 출연

### 주연
- 방수일
- 한미나
- 김동원

## 기타
- 조명: 고해진
- 녹음: 이경순
- 미술: 정동수